# Actinocephalus deflexus
Actinocephalus deflexus är en gräsväxtart som beskrevs av F.N.Costa. Actinocephalus deflexus ingår i släktet Actinocephalus och familjen Eriocaulaceae. Inga underarter finns listade i Catalogue of Life.